# Obermühle (Boxberg)
Obermühle ist ein Wohnplatz auf der Gemarkung des Boxberger Stadtteils Uiffingen im Main-Tauber-Kreis im fränkisch geprägten Nordosten Baden-Württembergs.

## Geographie

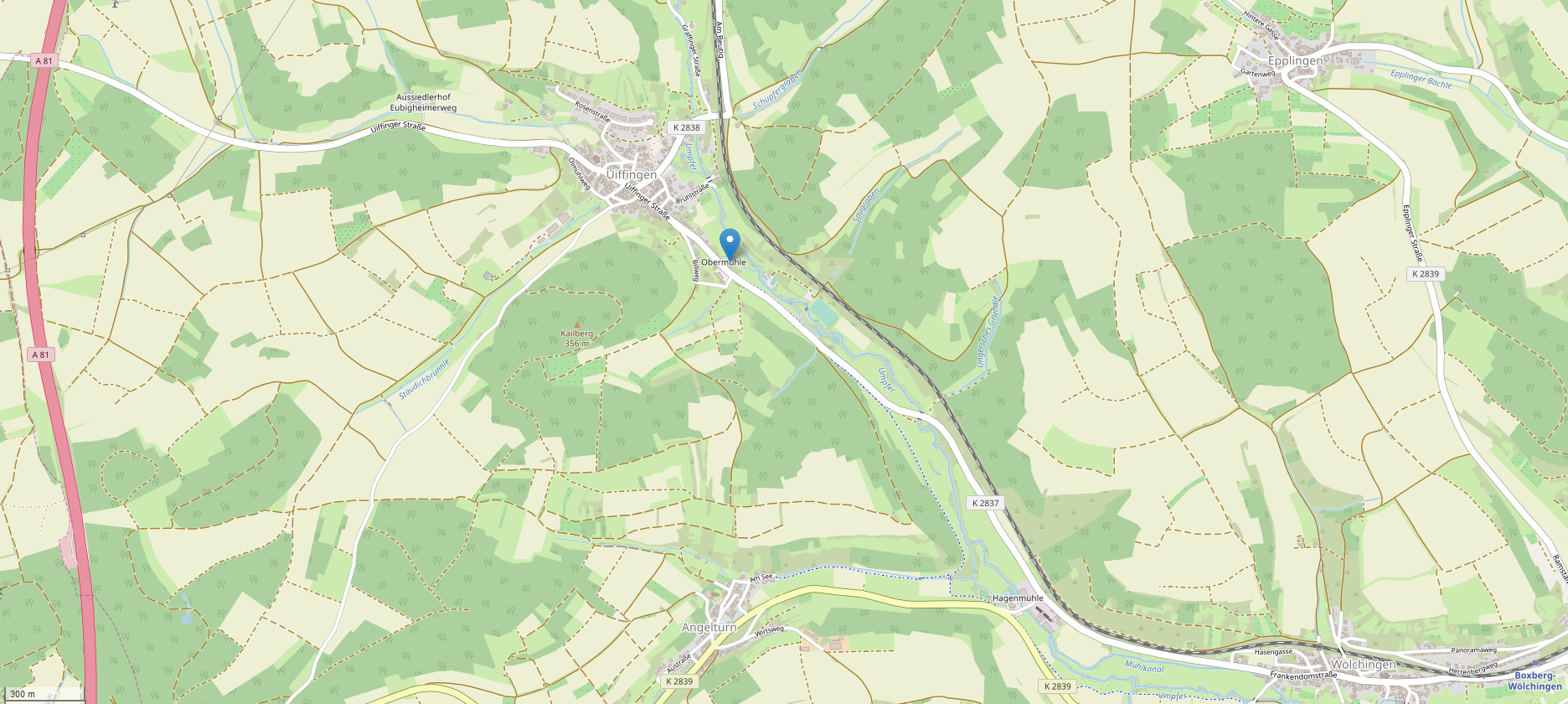
Lage der Obermühle

Die Obermühle liegt unmittelbar nach dem Ortsausgang von Uiffingen in Richtung Wölchingen im Umpfertal.

## Geschichte
Der Ort kam als Teil der ehemals selbständigen Gemeinde Uiffingen am 1. Januar 1973 zur Stadt Boxberg.

## Verkehr
Der Wohnplatz Obermühle ist über die K 2837 (Uiffinger Straße) zu erreichen.